# Plagiolepis demangei
Plagiolepis demangei är en myrart som beskrevs av Santschi 1920. Plagiolepis demangei ingår i släktet Plagiolepis och familjen myror. Inga underarter finns listade i Catalogue of Life.